# Methionopsis
Methionopsis is een geslacht van vlinders van de familie dikkopjes (Hesperiidae), uit de onderfamilie Hesperiinae.

## Soorten
- M. dolor Evans, 1955
- M. ina (Plötz, 1882)
- M. purus Bell, 1940
- M. typhon Godman, 1901